# Pristimantis ruedai
Pristimantis ruedai är en groddjursart som först beskrevs av Ruiz-Carranza, Lynch och Ardila-Robayo 1997.  Pristimantis ruedai ingår i släktet Pristimantis och familjen Strabomantidae. IUCN kategoriserar arten globalt som sårbar. Inga underarter finns listade i Catalogue of Life.